# Municipio de Linköping
Linköping (en sueco: Linköpings kommun) es un municipio en la provincia de Östergötland, al sureste de Suecia. Tiene una población estimada, a mediados de 2021, de 164 243 habitantes.
Su capital es la ciudad de Linköping. El municipio actual se formó en 1971 por la fusión de la ciudad de Linköping con cinco municipios rurales circundantes.

## Localidades
A fines de 2020, hay 20 áreas urbanas (tätort) en el municipio.
| #  | Tätort        | Población |
| -- | ------------- | --------- |
| 1  | Linköping     | 119 006   |
| 2  | Ljungsbro     | 6783      |
| 3  | Malmslätt     | 4963      |
| 4  | Linghem       | 3186      |
| 5  | Ekängen       | 2698      |
| 6  | Sturefors     | 3081      |
| 7  | Vikingstad    | 2423      |
| 8  | Bergs slussar | 1285      |
| 9  | Slaka         | 557       |
| 10 | Bestorp       | 513       |
| 11 | Brokind       | 515       |
| 12 | Askeby        | 499       |
| 13 | Bankekind     | 495       |
| 14 | Skeda udde    | 401       |
| 15 | Sjögestad     | 279       |
| 16 | Nykil         | 396       |
| 17 | Gistad        | 301       |
| 18 | Kränge        | 253       |
| 19 | Rappestad     | 247       |
| 20 | Västerlösa    | 232       |

## Ciudades hermanas

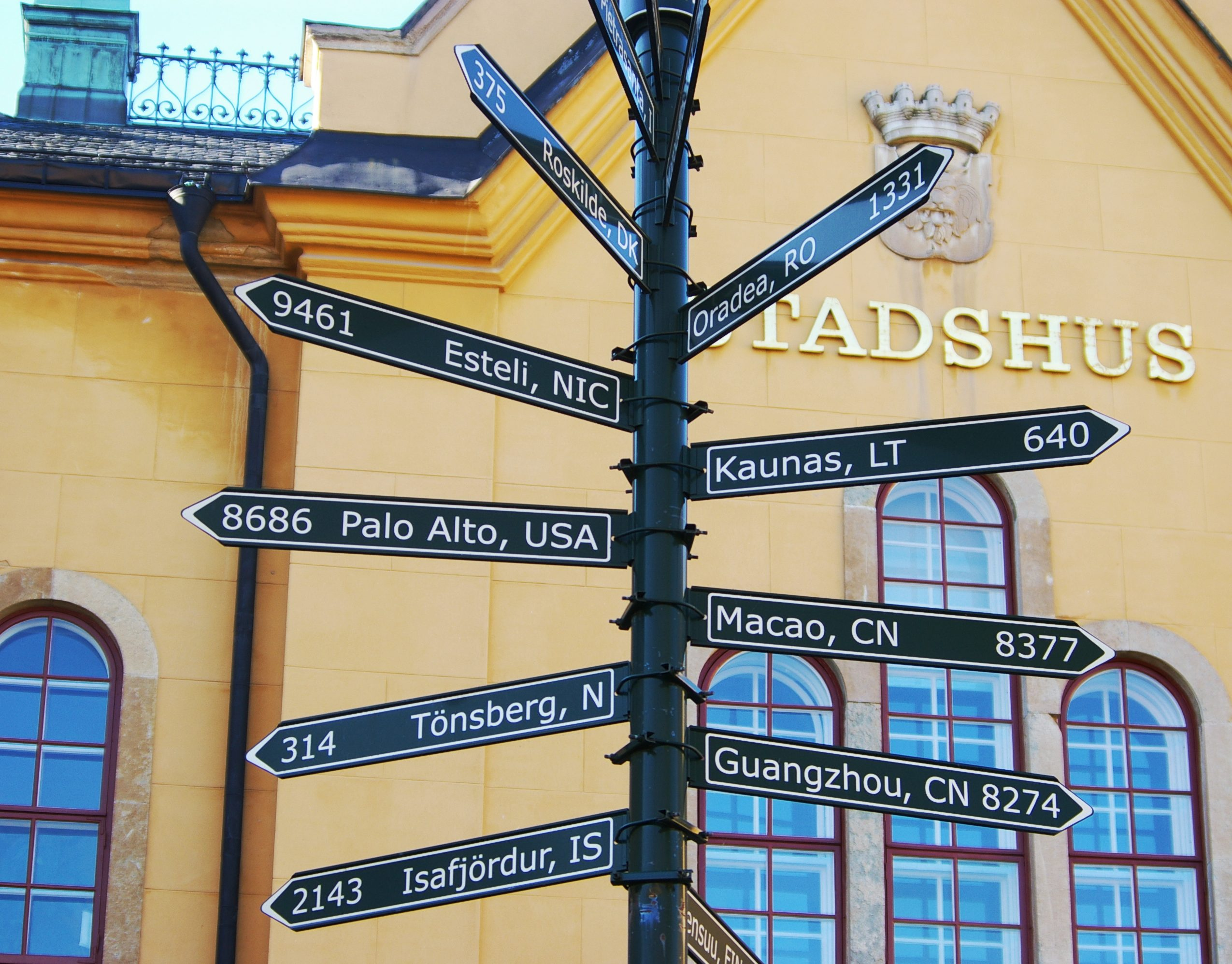
Ciudades hermanas

Linköping está hermanado o tiene tratado de cooperación con:
- Tønsberg, Noruega
- Ísafjarðarbær, Islandia
- Joensuu, Finlandia
- Roskilde, Dinamarca
- Linz, Austria
- Kaunas, Lituania
- Guangzhou, China
- Macao, China
- Palo Alto, Estados Unidos
- Thái Nguyên, Vietnam
- Estelí, Nicaragua
- Morogoro, Tanzania
- Pietrasanta, Italia